# Фестина ленте (мост)
Фестина ленте је мост преко ријеке Миљацке у Сарајеву изграђен 2012.

## Опис и конструкција
Мост повезује шеталиште Обала Мака Диздара испред Академије ликовних уметности у Сарајеву и Радићеву улицу. На почетку моста, са обе стране, налазе се плоче са натписом Фестина ленте. Посебност по којој се мост издваја од осталих сарајевских мостова је да две стране моста почињу под различитим угловима конструкције моста и формирају петљу, спиралу или капију у средини. На проширеној површини прекривеној петљом налазе се две клупе, што простор на средини моста претвара у мини квадрат.
Изградњу моста вредну скоро два милиона КМ, финансирала је Општина Центар. Идејно решење за мост урадили су студенти Академије ликовних уметности, смер продукт дизајн: Аднан Алагић, Амила Хрустић и Бојана Канлић  Градилиште за овај пројекат отворено је 20. октобра 2011., а изградња моста је завршена почетком јула 2012..
Мост је званично отворен 22. августа 2012. Због оштећења је поправљен 2022.  